# Fallicambarus petilicarpus
Fallicambarus pseudlicarpus là một loài tôm càng sông trong họ Cambaridae. Chúng thường được tìm thấy ở các vùng phía nam Arkansas và bắc Louisiana.